# みみずく土偶

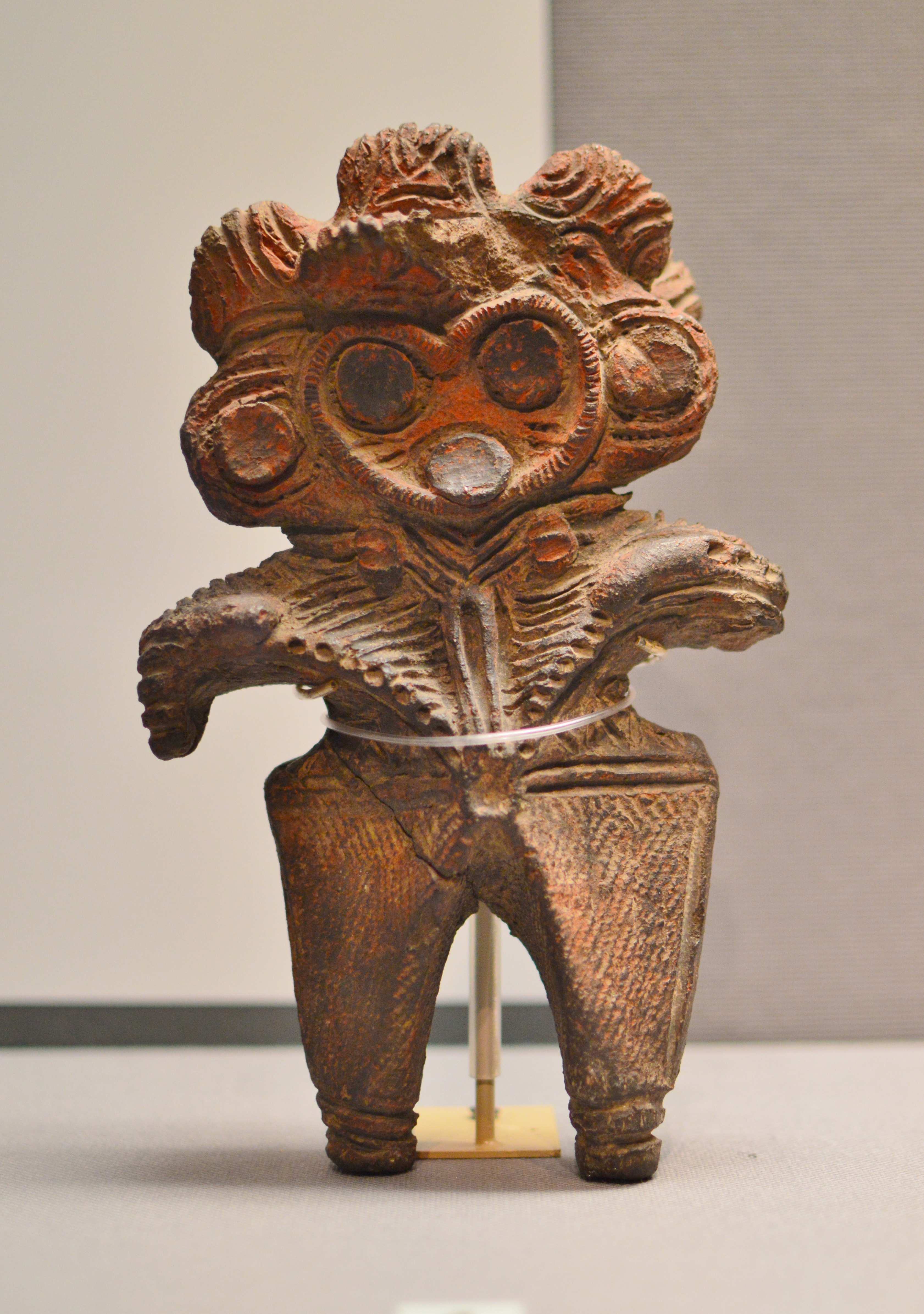
みみずく土偶 埼玉県真福寺貝塚出土（重要文化財・東京国立博物館所蔵）／みみずく土偶の代表例。cf. 詳細。

みみずく土偶（みみずくどぐう、木菟土偶）は、縄文時代後期後半から晩期前半にかけて製作された形式の土偶である。顔貌が「みみずく」に似ているため、その名称で呼ばれる。「木菟形」や「みみずく型」とする表記も見られる。先行する山形土偶が広い範囲に分布するのに対して、みみずく土偶については関東平野を中心に限定された地域での分布がみられる。真福寺貝塚（埼玉県さいたま市）出土のみみずく土偶（東京国立博物館所蔵）と余山貝塚（千葉県銚子市）出土のみみずく形土偶（辰馬考古資料館所蔵）は、国の重要文化財に指定されている。

## 形状
みみずく土偶について、かつては1種の被り物を表現したものと考えられていた。そして坪井正五郎などによって「覆面土偶」という名称で呼ばれていた。大正時代初期のころから「みみずく」に似たものとして次第に「みみずく土偶」の名称が定着した。
みみずく土偶は、縄文時代後期後半から晩期前半にかけて製作された。基本的には大きな頭部が特徴であり、全身の3分の1以上を占め、その頭部はたくさんの突起で飾られている。
顔貌が「みみずく」に似ているため、その名称で呼ばれる。ハート形を呈する顔の輪郭は粘土をひも状に貼りつけて表現し、さらに目・口・耳を形と大きさが揃った円板を貼りつけている。そして、全身を赤く塗った例も多くみられる。使用された塗料は、ベンガラ（赤色顔料）や朱を漆に混ぜたものである。
頭頂部には2つないし3つの大きなこぶ状の突起がみられ、額部分や背面にも同様の突起を持つものがある。江坂輝彌はこの突起について、縄文時代後期末から晩期初頭の婦人の結髪のスタイルを表現したものと推定している。さらに耳朶（みみたぶ）には耳飾り類（栓状耳飾り）着装の表現を示す例がある。江坂はみみずく土偶と耳飾り類の分布圏および時代がほぼ一致する点について「興味深い」と言及している。
体形は扁平であり、強く張った肩部分から短い腕が下がる。胴体は短く、細いくびれを持ち、腰部が強く張り出す。両足はやや直線的に表現され、先端部にかけて細くなる。胴体は地紋の縄文に沈線文で「入り組み三叉文」などの文様が描かれて複雑な様相を呈する。乳房は小さく描かれるか、省略される場合もある。
多くのみみずく土偶は板状を呈するが、後谷遺跡（埼玉県桶川市）や赤城遺跡（埼玉県鴻巣市）、小林八束1遺跡（埼玉県久喜市）出土品のように中空で整形される例もみられる。これら中空で製作される類例のものは縄文晩期に見られ、典型的なみみずく土偶が板状で自立出来ないのに対し、2本足で自立可能なように造形されており、「みみずく型中空土偶」と呼び分けられることがある。また中空タイプ出現の背景には、東北地方の遮光器土偶の影響があると考えられている。

## 製作年代と分布
みみずく土偶は、山形土偶に引き続いて登場した。山形土偶は頭部の形状が山形の盛り上がりを見せるため、この名で呼ばれる。山形土偶は縄文時代後期の中ごろに、関東地方を中心とした広い地域で製作された。みみずく土偶は山形土偶からの変化であろうと推定され、余山貝塚（千葉県銚子市）出土例（後述）にそれがよく示されている。
みみずく土偶の製作は、曾谷式（縄文時代後期末の土器型式）のころに始まっている。初期の曾谷・安行1式（縄文時代後期末の土器型式）のころに製作されたものは最盛期に比べて顔が小さく、目や口、耳などの表現も平板で発達していない。最盛期は安行2式（縄文時代晩期前葉の土器型式）の時期で、目や口、耳は二重の円板を貼りつけて立体的に表現し、頭頂部の突起も顕著である。
製作が終焉を迎えたのは、安行3a式（縄文時代晩期前葉の土器型式）のころである。終焉期には土偶全体が形状のバランスを欠いて、刻まれた文様もすたれていった。
分布域は関東地方、とりわけ千葉・茨城・埼玉の3県が中心となっている。後には栃木県や群馬県でもやや多くの分布がみられる。関東地方以外の地域での出土例として麻生田当貝津遺跡（愛知県豊川市）での1例（頭部）があるが、これは例外であり、山形土偶と違って広範囲に流通することはなかった。

## みみずく土偶のモチーフに関する説
江坂や米田耕之助などは、みみずく土偶にみられる頭頂部や額などの突起を縄文時代当時の結髪を表現したものとみている。竹倉史人はイコノロジー研究の手法と最新の考古学実証データなどを用いて、みみずく土偶を含むさまざまな土偶の「正体」について新たな説を提唱している。竹倉がたどり着いたのは、「土偶は食用植物および貝類をかたどったフィギュア」という説である。
竹倉は国立歴史民俗博物館が公開する「土偶データベース」を利用して、みみずく土偶の出土分布などを調査した。そして縄文時代後期の関東平野の復元地図に出土地点をプロットしていった。多くの出土例では、奥東京湾と古鬼怒湾の内陸側の沿岸部およびその近辺であり、大半が貝塚からの出土である。形状と分布の節で既に述べたとおり、分布域は関東地方、とりわけ千葉・茨城・埼玉の3県が中心となっている。
この作業を通じて、竹倉はみみずく土偶の出土地に偏在性を見い出した。特に当時漁労活動が盛んで貝塚が多く形成された千葉・茨城両県からの出土が全体の7割を占める点に着目し、この土偶のモチーフが漁労に関係あると推定した。そして彼は、みみずく土偶が「イタボガキ」をかたどったものだとした。竹倉が提供した新たな視点については、賛否両論の意見がある。

## 著名な出土例
- 真福寺貝塚出土 みみずく形土偶（東京国立博物館蔵）[30]

全高は20.5センチメートル、重量650グラムで、1926年に真福寺貝塚で出土。時代は縄文時代後期後半から晩期前半（約2000年前～約1000年前）。重要文化財指定年月日は1961年2月17日（指定名称：土偶 一箇 埼玉県岩槻市真福寺貝塚出土）。なお、真福寺貝塚では2020年の発掘調査でもみみずく土偶の頭部（出土部分は幅10.5センチメートル、長さ13センチメートル）が見つかっている。

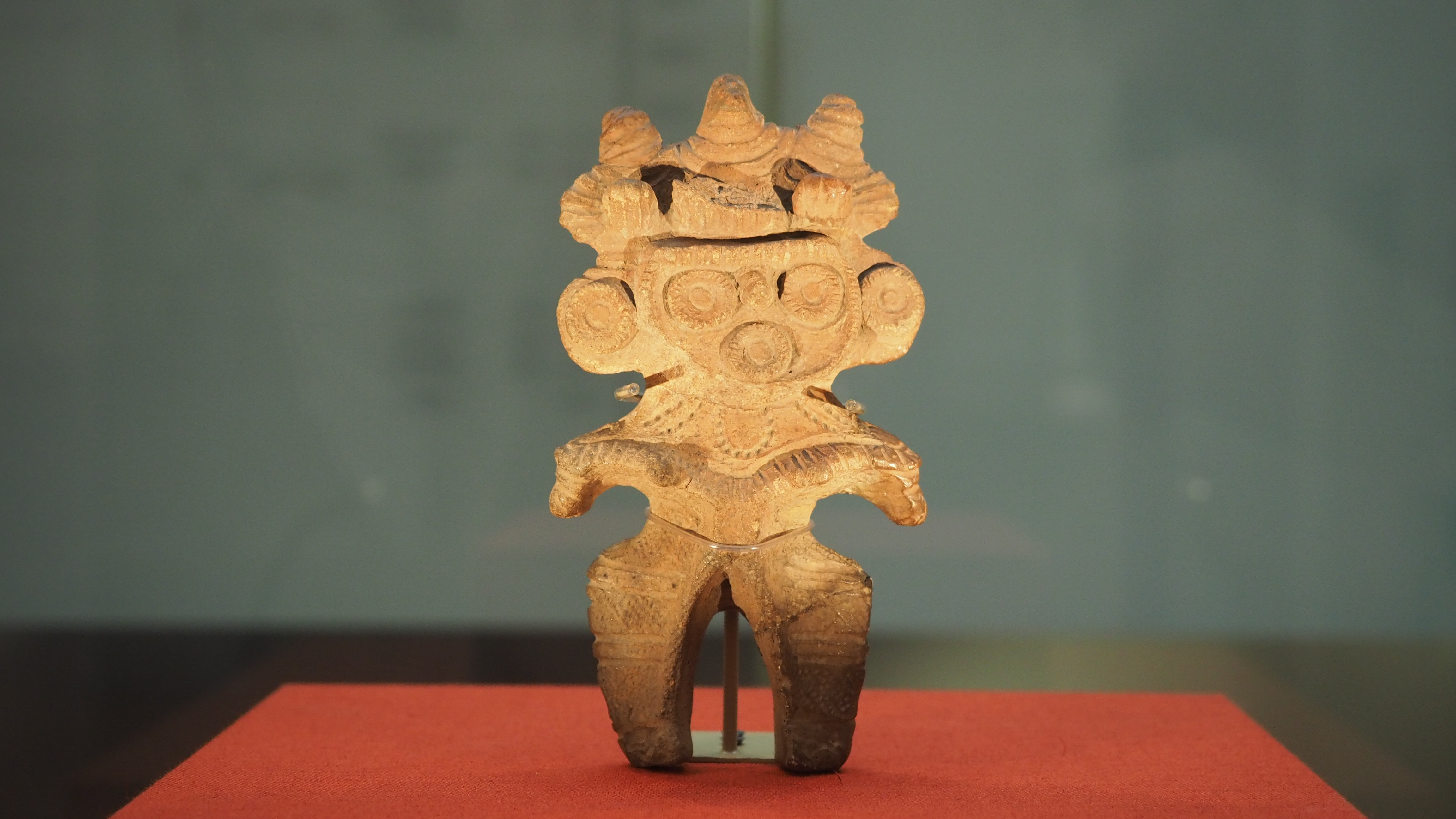
滝馬室遺跡出土 みみずく形土偶

- 滝馬室遺跡出土 みみずく形土偶（東京国立博物館蔵）[33]

全高は18.1センチメートル。滝馬室（たきまむろ）遺跡（埼玉県鴻巣市）からの出土品だが、発見時期などの来歴は不明。ただし、『にっぽん全国土偶手帖』（2015年）では農家の子供がおもちゃにしていたものを考古学者の中澤澄男が見つけて譲り受けたという話を伝えている。個人蔵だったものを1996年以前に東京国立博物館が購入。
- 千網谷戸遺跡出土 みみずく形土偶（桐生市教育委員会蔵）[10]

全高は17.4センチメートル。縄文時代晩期前葉（紀元前1100年前後）の作。頭頂部の突起は2つみられ、『土偶界へようこそ 縄文の美の宇宙』（2017年）では「二つの筍が寄り添ったような髪形が斬新だ」と評している。出土地の千網谷戸遺跡（群馬県桐生市）では、出土品が「上野千網谷戸遺跡出土品」として一括で重要文化財に指定されている。
- 余山貝塚出土 みみずく形土偶（辰馬考古資料館蔵）[40]

全高は13.9センチメートル。千葉県銚子市の余山貝塚（よやまかいづか）からの出土品で国の重要文化財。余山貝塚は縄文時代後期から晩期を中心にして形成された貝塚であるが、その後平安時代にまで至る遺構や遺物も出土する複合遺跡である。縄文時代後期の作で、みみずく土偶としては古い時期のものである。右腕、右足、頭の一部が補修されている。頭上は平らで文様が描かれており、縁には突起がつけられている。
- 九石古宿遺跡出土 みみずく形土偶（ふみの森もてぎ蔵）[41]

全高は13.5センチメートル、幅9.3センチメートル、厚さは3.3センチメートル。栃木県芳賀郡茂木町の九石古宿遺跡（さざらしふるじゅくいせき）からの出土。1990年11月から翌年1月にかけて行われた同遺跡1次調査によって発見された。発見時に右腕が折れていたが、その西側20センチメートルの地点で見つかり接合できた。簡素な頭部や顔面の装飾から、初期のみみずく土偶とされる。2019年3月15日、茂木町指定有形文化財（考古）に指定。ふみの森もてぎのキャラクター「ふーミン」のモデルである。

## キャラクター化事例
- はーとん - 埼玉県内で埋蔵文化財の発掘調査を行う公益財団法人埼玉県埋蔵文化財調査事業団のキャラクター「はーとん&のっそりー」の「はーとん」[注釈 4]は、赤城遺跡（鴻巣市）出土のみみずく土偶（みみずく型中空土偶）をモデルとしている[45][注釈 5]。

- みーたん - 栃木県立博物館のミュージアムキャラクター[46][47]。モデルは後藤遺跡（栃木市）から出土したみみずく土偶である[46][47]。「みーたん」とそのモデルとなった後藤遺跡出土のみみずく土偶は、栃木県立博物館のエントランスに展示されている[47]。